# Івано-Франківська спеціалізована школа № 1
Івано-Франківська спеціалізована загальноосвітня школа № 1 — школа з поглибленим вивченням англійської мови.

## Історія школи
СШ № 1 стала наступницею школи № 4, яка була розташована з жовтня 1939 року до липня 1941 року по вул. Івана Франка у приміщенні теперішньої ЗОШ № 3.
Створена школа у 1944, а перший випуск учнів відбувся в 1948 році.
На початку 1945 року СШ № 1 як окрема школа знаходилася у приміщенні по вул. Грушевського (теперішня ЗОШ № 7), до цього часу займала невелику частину монастиря сестер Василіянок.
На початку 1960-х років у молодших класах школи на громадських засадах було запроваджено вивчення англійської мови, на підставі чого, згодом, школа одержала статус загальноосвітньої школи з поглибленим вивченням англійської мови.
В теперішньому приміщенні по вулиці Довгій, 37 школа знаходиться із 1 вересня 1974 року.
З 1988 року і по даний час загальноосвітню школу № 1 очолює директор Мурга Любов Іванівна.
Від 1994 року введено вивчення двох додаткових іноземних мов — німецької та французької.
В рамках партнерства Міністерства освіти і телеком-оператора в листопаді 2011 року школа в числі 200 шкіл України отримала доступ до безкоштовного швидкісного інтернету від «Київстар». Проведено онлайн-відеоконференцію між двома школами з Івано-Франківська № 1 та Тернополя № 3.

## Профіль школи
Філологічний (поглиблене вивчення англійської мови).

## Колектив школи[1]

### Адміністрація
Директор:

Мурга Любов Іванівна. Стаж роботи: 31 рік, спеціальність за дипломом — учитель німецької мови, історії, спеціаліст вищої категорії, «старший учитель».
Заступники директора:

Савицька Тетяна Володимирівна — заступник з навчально-виховної роботи.
Стаж роботи: 29 років, спеціальність — учитель англійської та німецької мови, спеціаліст вищої категорії, «старший учитель».
Гончаренко Маріанна В'ячеславівна — заступник директора з навчально-виховної роботи.
Стаж роботи: 11 років, спеціальність — учитель зарубіжної літератури, спеціаліст вищої категорії, «старший учитель».
Цап Надія Григорівна — заступник директора з навчально-виховної роботи.
Стаж роботи: 32 років, спеціальність — учитель початкових класів, спеціаліст вищої категорії, «вчитель-методист».
Самодєд Ірина Леонідівна — заступник директора з виховної роботи.
Стаж роботи: 10 років, спеціальність — учитель початкових класів, спеціаліст вищої категорії.

### Учнівський колектив
- Кількість учнів — близько 1600

Із них:
- І ступінь — 361 учнів
- ІІ ступінь — 533 учнів
- ІІІ ступінь — 199 учнів

### Педагогічний склад
Кількість учителів — 107, з них:
- Спеціалісти — 21 чол.
- Спеціаліст II категорії — 5 чол.
- Спеціаліст I категорії — 9 чол.
- Спеціаліст вищої категорії — 27 чол.
- Звання старший учитель — 25 чол.
- Звання вчитель-методист— 22 чол.

## Позакласова робота
Футбольна команда школи «Глорія» переможець Всеукраїнського чемпіонату з футзалу «Djuice-Гол» (2006).
Діють танцювальні колективи «Зірка Мрії» (керівник Грибович Т. М.) та «Ельф» (керівник Апостолюк О. В.).

### Шкільні гуртки
- «Цікава математика» (Кеворкова О. Г.).
- «Світова економіка» (Мізерак Н. І.).
- Російська мова (Яковлєва Л. І.).
- «Юні інспектори руху» (Стащук В. В.).
- «Образотворче мистецтво» (Білоус М. В.).
- Вокальний ансамбль «Перлинка» (Савчук Н. М.).
- Хореографія (Грибович Т. М.).

### Шкільні факультативи
- «Все можливе в геометрії за допомогою циркуля і лінійки» (Кулєшова С. Г.).
- «Розв'язування нестандартних задач», «Розв'язування задач із стереометрії» (Кеворкова О. Г.).
- «Поглиблене розв'язування задач з математики» (Шкорута Т. І.).
- Математика (Матвєєва Л. В.).
- «Web–дизайн» (Відливаний В. М.).
- Німецька мова (Броницька Н. В.).
- Трудове навчання (Гасяк В. В.).
- «Мій Івано-Франківськ» (Царук Г. В.).
- «Виразне читання» (Самодєд І. Л.).
- Аеробіка (Смайкіна О. О.).
- Хореографія (Апостолюк О. В.).

## Нагороди школи
Школа стала лауреатом Всеукраїнського конкурсу «100 найкращих шкіл України — 2006» в номінації «Школа успіху».
За наслідками державної атестації в 2007 р. встановлено рівень освітньої діяльності СШ № 1 як «високий», на підставі чого заклад визнано «атестованим з відзнакою».
Лауреат: Флагман освіти України (2009 р.).

## Угоди про міжнародні зв'язки
Партнери у рамках проекту «Зірки Мрії»:
- IV Ліцей ім. Коперніка, м. Рибнік, Польща.
- 12 Гімназія ім. Королеви Ядвіги м. Ряшева, Польща.
- СШ № 26 м. Сургут, Росія.
- Японія, о. Кю Сю, м. Міязакі.
- Німеччина, м. Демін.